# Chris Redfield
Chris Redfield (クリス・レッドフィールド Kurisu Reddofīrudo?) es un personaje ficticio de la serie de videojuegos Resident Evil de género terror y supervivencia desarrollados por Capcom. Hermano de Claire Redfield, compañero de Jill Valentine, Barry Burton, Rebecca Chambers, Sheva Alomar, y rival de Albert Wesker. Fue un miembro destacado de la brigada STARS que posteriormente formó parte de la BSAA.

There's one thing I do know... I have a job to do, and I'm gonna' see it through (Hay una cosa que sé... tengo un trabajo que hacer, y lo voy a llevar a cabo).
Pensamientos de Chris en su batalla contra el bioterrorismo.

## Reseña del personaje
En 1998 se convirtió en uno de los pocos supervivientes de STARS, que fueron brutalmente asesinados en el caso de la mansión Spencer; por ello siente el enorme deseo de hacer justicia y vengarse del daño provocado por Umbrella, e inicia su batalla contra esta organización. En 2005 se vuelve uno de los miembros fundadores de la Alianza para la Evaluación de la Seguridad Frente al Bioterrorismo (BSAA).
Su excelente puntería y destreza en el combate cuerpo a cuerpo, unidas a unos principios firmemente arraigados, lo han convertido en un miembro muy respetado en la BSAA.
Aunque Chris Redfield está destinado en la sede estadounidense de la alianza, ha colaborado en misiones internacionales en su lucha por erradicar el bioterrorismo. Chris y Jill Valentine son dos de los miembros fundadores de la BSAA que han participado en más misiones; entre ellas, el desmantelamiento de fábricas ilegales o el arresto de traficantes de armas biológicas.
Sus últimas apariciones fueron en Resident Evil 7 y Resident Evil 8. En Resident Evil 7 juega un papel antagónico menor, pues solo se le ve al final cuando rescata a Ethan Winters del temible hogar de los Baker. En esta única escena se puede ver que su complexión física es diferente que en las demás entregas. El cambio es muy evidente.

## Vida personal y carácter
Chris, en palabras del diseñador Hideki Kamiya es un personaje contundente un sujeto de tipo duro. Chris perdió a sus padres a temprana edad, al unirse a la Fuerza Aérea conoció Barry Burton quien se convirtió en un gran amigo suyo y a quien incluso vio como una figura paterna. Siempre fue sobreprotector con su hermana menor, Claire Redfield. Fue por medio de Chris que Claire conoció a Barry y a su familia, lo que indica que la familia Burton y los Redfield son bastante unidos. Chris ha demostrado tener un gran apego en cuanto a salvar vidas, cosa que lo puso en conflicto directo con sus superiores en la Fuerza Aérea.
Durante su estadía en STARS conoció a Albert Wesker, al cual respetaba bastante y quien lo consideraba uno de sus mejores hombres en la unidad, fue aquí donde Chris conoció a los demás miembros, entre ellos Jill Valentine. Chris y Jill forman un lazo desde entonces y fueron muy apegados el uno al otro y aunque no se ha dicho oficialmente; es claramente visto que ambos tienen sentimientos que van más allá del compañerismo por la forma en la que se tratan. Chris conoció en STARS a muchos buenos amigos como lo fue Forest Speyer, para Chris él fue un gran amigo y rival puesto que ambos eran batidores y competían en torneos de tiro. Rebecca Chambers siente admiración y respeto hacía él, confiando en todo lo que éste le dice. Luego del incidente de la mansión perdió a la mayoría de sus amigos y empezó a sentir un gran odio hacia Wesker y más que profundos deseos de venganza sobre Umbrella.
En vista de lo ocurrido en las noches del 23, 24 y 25 de julio, comenzó una ardua lucha contra Umbrella haciendo un informe y proponiendo una investigación formal a esta compañía, el temperamento de Chris estaba muy elevado puesto a que el jefe Irons hacía caso omiso a lo que le decía, hasta dejó de comunicarse con los demás policías.
Tras enterarse de que su hermana había sido capturada por Umbrella hizo lo imposible para encontrarla, yendo hasta la Isla Rockfort e incluso escalando la montaña. Aunque Chris sea muy sobreprotector también tiende a ayudar a su hermana dándole tiempo para que se ocupe de otros asuntos. Él y  Wesker se encontraron en la Base de la Antártida donde tuvieron un combate y ambos salieron con vida, haciéndose una promesa de que volverían a luchar en el futuro.
Estando en Rusia, Chris hizo lo imposible por proteger a Jill y a Anna, así como también logró acabar con Umbrella por lo que llamaba "Los fantasmas de Umbrella" a los exmiembros de ésta que seguían con vida, estos eran Spencer y el tan odiado Albert. En 2005, tras enterarse de que Jill estaba perdida decidió abandonar por completo su misión en el Aeropuerto Valkoinen Mökki para ir a buscarla en el Queen Zenobia, fue aquí cuando Chris demostró que ella le importaba mucho concentrándose en la misión e ignorando a Jessica Sherawat, ella incluso le preguntó "¿Confías en mi tanto como en Jill?", él respondió diciendo que confiaba en ambas, alegando que la "Confianza se mide por acciones, no por palabras". En el Reporte de Jessica, ésta indicó que él tenía "Capacidades excepcionales y habilidades en combate cuerpo a cuerpo", también habló y describió las acciones de Chris durante la misión "Yo lo protejo y él me protege".
En el incidente ocurrido en la mansión de la familia Spencer, Jill sacrificó su vida en orden de salvar la de Chris, desde entonces Chris hizo una promesa sobre la tumba de Jill la cual fue dada por muerta, dicha tumba no tenía el cadáver de ella. Si algo siempre será una incertidumbre; será saber que fue lo que Chris prometió ese día. Desde entonces Chris dobló los esfuerzos por erradicar el bioterrorismo participando en un alto número de misiones, en más que cualquier otro miembro de la BSAA todo esto con la esperanza de encontrar alguna información sobre Jill o Albert. Tras enterarse de lo que estaba sucediendo en Kijuju partió a África con la misma esperanza. En vista de lo ocurrido a Jill, Chris demostró ser bastante protector respecto a Sheva Alomar.
Durante la pelea contra Wesker, se burló de él preguntándole "¿Tomas todas tus ideas de los comics de villanos?", tras derrotar a Wesker concluyó en que seguiría luchando por un "Futuro sin miedo".
Durante los sucesos de la Academia Marhawa se pudo observar a un Chris mucho más confiado, en estos años Piers lo describió así; "Aquí admiramos y respetamos al capitán con locura. Además de ser un líder formidable, nos trata como una familia. Es una fuerte inspiración para todos" e incluso le dijo a Claire a través de un E - mail: "Si tiene alguna foto del capitán cuando era joven, ¡me encantaría verla! He oído que antes era distinto, pero no nos enseña nada...". Tras los eventos de Edonia del 24 de diciembre de 2012, sufrió una amnesia que lo convirtió en alguien que quería "Olvidar el pasado pero no podía", los miembros de la BSAA hicieron de todo para encontrarlo, e incluso Sheva le dijo a Piers que contara con su apoyo para lo que necesitase puesto a que "Él es una persona muy importante para ella", dicho a través de un E - mail. Piers también describió a Chris como una leyenda, y la BSAA por su parte redobló los esfuerzos para encontrarlo.
En RE6 sufrió una amnesia post-traumática tras la pérdida de sus hombres a manos de Carla Radamés la cual los traicionó dejándolo a él y a Piers Nivans solos. Chris Redfield se toma sus misiones muy en serio y aprecia mucho a sus compañeros, esto lo demuestra en RE 5 y RE 6. La personalidad de Chris luego de reincorporarse fue bastante buena, pero tras recordar lo sucedido cambió totalmente y pasó a ser alguien dispuesto a hacer lo que fuese para atrapar a la supuesta "Ada Wong", que en realidad era Carla. Tras la muerte de su equipo, Chris volvió a ser él mismo, y decidió atrapar Ada no por venganza, si no por justicia.
Chris había decidido terminar su carrera militar y dejar a Piers a cargo, por desgracia esto no se pudo hacer... Sherry Birkin demostró sentirse segura sabiendo que Chris estaba con ella, diciéndole esto a Jake. Chris, al hablar con Jake demostró no tenerle miedo alguno, y le prometió explicarle lo sucedido a su padre. Luego de acabar con HAOS y tras perder a Piers, volvió a la BSAA para seguir haciendo su trabajo. Piers le dijo antes de morir "Siempre y cuando tu estés con vida, la BSAA" aquí Chris le interrumpió y le dijo "No quiero escuchar más", esto indica que Chris se quedó en la BSAA por las últimas palabras de su compañero.

## Biografía
Chris Redfield vivía con su hermana menor Claire; siendo muy jóvenes perdieron a sus padres tras un accidente, y por ello debieron arreglárselas juntos para sobrevivir, formando así un estrecho vínculo. Vivieron con sus abuelos unos cuantos años, hasta que ellos también murieron [cita requerida] Con el paso de algunos años, Claire estudiaba en una universidad, mientras que Chris tomaba otro rumbo en su vida; él comenzó su carrera militar en las Fuerzas Aéreas de Estados Unidos.
Poseedor de una hoja de servicios repleta de elogios y medidas disciplinarias por igual, sus superiores describen a Chris como «intransigente», «dotado de una dedicación inquebrantable» y poseedor de «un alto nivel de adaptación». Fueron estas cualidades las que le valieron sus insignias, aunque también las que le llevaron a enfrentarse directamente a sus superiores.
Incapaz de resolver sus diferencias, Chris abandonó las Fuerzas Aéreas de Estados Unidos. Eso ocurrió debido a que desobedeció una orden al ir a rescatar a un camarada cuando sus líderes se lo prohibieron. Tras retirarse, Chris fue seguido de cerca por las Fuerzas Especiales de Raccoon City (STARS), que estaban muy interesados en sus habilidades. Finalmente, Chris fue reclutado por su viejo amigo Barry Burton para entrar en STARS Al unirse a ese escuadrón se le asignó el puesto de «batidor» del equipo Alpha, consistente en abrir y reconocer el terreno. Como tal, de él se esperaba una habilidad excepcional en el tiro y combate, así como una gran capacidad en el uso de diversas armas. Fue precisamente en este apartado en el que destacó gracias a su destreza en el manejo de armas de cualquier tamaño y a su capacidad para emplearlas de la manera más expeditiva en cada situación.

### Resident Evil
El rendimiento de Chris Redfield durante su período en STARS fue ejemplar, y por ello fue asignado al equipo Alpha. Parecía haber encontrado el lugar ideal para él, pero el destino tenía otros planes. Sin el más mínimo atisbo de sospecha, la historia de su vida estaba a punto de abrir un nuevo capítulo aquella fatídica noche del 24 de julio de 1998.
El equipo Bravo de STARS, tras haber sido informado de las desapariciones sucedidas en los alrededores de Raccoon City, partieron a investigar lo que sucedía, pero repentinamente perdieron toda comunicación por radio con ellos. A causa de esto, el equipo Alpha fue enviado a investigar. Al poco de haber aterrizado se vieron atacados por voraces cánidos salvajes (conocidos como Cerberus), por lo cual Chris y los demás tuvieron que refugiarse en una mansión cercana, la mansión Spencer.
Dicha mansión no era sino el Complejo de Investigaciones Arklay, utilizado por el gigante farmacéutico Umbrella. Fue precisamente allí donde se habían desarrollado armas biológicas y llevado a cabo innumerables experimentos ilegales. Allí Chris y su compañera Jill Valentine tuvieron que enfrentarse a hordas de zombis y otras mutaciones creadas por el T-virus como parte del plan de investigación táctica urdido por Albert Wesker, quien también mató a algunos de los supervivientes del equipo Bravo para que no dijeran a Chris y a Jill lo que habían descubierto sobre Umbrella.
Barry Burton, compañero de Chris y Jill, resultó ser un traidor que trabajaba para Wesker por miedo a que se tomaran represalias contra su familia; mas, cuando tuvo la ocasión, traicionó a Albert y volvió a estar totalmente con STARS Se considera que él también sobrevivió, ya que la historia de juegos posteriores lo confirma.
Wesker era el capitán de STARS, y por consiguiente superior de Chris y Jill. Pese a realizar todos sus viles actos a instancias de la Corporación Umbrella, Wesker se había servido de su rango para manipular a ambos. Asimismo, liberó varias armas biológicas en la mansión con el objetivo de recabar datos para sus propios fines.
La tragedia de las montañas Arklay pasó a conocerse como «el caso de la mansión Spencer» y tuvo como desenlace el enfrentamiento de Chris con la criatura conocida como Tyrant. Wesker aparentemente murió asesinado por el mismo Tyrant, y sólo faltaba escapar de la mansión que estaba a punto de explotar por un dispositivo que activó Rebecca.
A pesar de que RE puede ser jugado tanto con Chris como con Jill, la historia oficial pertenece a Chris, siendo el personaje principal que encuentra a algunos supervivientes, como Rebecca Chambers, Richard Aiken y Enrico Marini, además de encarar a Wesker, a quien odia tras descubrir que es el causante de la muerte de sus camaradas y de trabajar con Umbrella. Chris rescata a Jill, que estaba encerrada en una habitación con rejas, y junto con Rebecca intentan escapar de la mansión antes que explote, pero nuevamente son atacados por el Tyrant, que ahora era mucho más fuerte y rápido. Afortunadamente, esta vez es derrotado gracias a la inesperada ayuda de Brad Vickers, que desde el helicóptero arroja un lanzamisiles a Chris para acabar definitivamente con el monstruo, y así logran escapar de la tétrica mansión, que finalmente explota y se destruye completamente.

### Resident Evil 2(diario)
8 de agosto

Hoy he vuelto a hablar con el jefe, pero se ha negado a escucharme. Estoy seguro de que Umbrella realizó investigaciones del T-Virus en esa mansión. Cualquiera que resulte infectado se convierte en un zombie. Pero la mansión entera desapareció en aquella explosión, junto con cualquier prueba incriminatoria.
Como Umbrella da trabajo a tanta gente en la ciudad, nadie quiere hablar del incidente. Parece que me estoy quedando sin opciones.

17 de agosto
Hemos estado recibiendo muchos informes locales sobre apariciones aleatorias de extraños monstruos por toda la ciudad. Esto debe ser obra de Umbrella.

24 de agosto
Con la ayuda de Jill y Barry, por fin he obtenido información vital sobre este caso. Umbrella ha empezado a investigar el nuevo G-Virus, una variación del T-Virus original. ¿No ha hecho ya suficiente daño? Lo hemos hablado y hemos decidido volar hasta la central de Umbrella en Europa. No voy a decir nada a mi hermana sobre este viaje, porque la pondría en peligro. Por favor Claire, perdóname.

Nota: Chris hace su aparición en este juego, siendo uno de los personajes a elegir en el minijuego Extreme Battle. Es uno de los cuatro personajes a elegir. Lleva una Bereta 92FS, Remington M1100, el Lanzacohetes, cinta de Tinta y un Spray de primeros auxilios.

### Resident Evil 3: Némesis(epílogo)
"Perdóname Claire." Chris Redfield pone fin a su carta con esta firma. Mientras se quita las gafas de sol, se le acerca una mujer con pasos ligeros. "Parece de la misma edad que Claire", piensa. Poco después, Chris supo que su hermana lo estaba buscando, pero la atraparon.

### Resident Evil Code: Verónica
Después del caso de la mansión, Chris decide investigar a fondo a Umbrella; para ello, trata de discutirlo con el Jefe del RPD, Brian Irons, pero resulta que es un traidor al negociar con Umbrella, y por tanto finge no saber nada del asunto y no creerles sobre lo ocurrido. Por ello, Chris decide seguir investigando a Umbrella en una de sus mayores centrales ubicadas en Europa (París). Allí es a donde se va a vivir momentáneamente, y por esa razón no estuvo durante el gran brote de T-Virus en Raccoon City.
Meses después, Leon S. Kennedy contacta con Chris para avisarle que su hermana Claire había ido a Europa a buscarlo pero fue capturada por Umbrella. De esta forma, Chris toma las coordenadas y parte rápidamente para rescatar a su hermana, sin imaginarse las sorpresas que le esperaban en la isla Rockfort.
Allí encuentra el gran desastre que se ha armado en una de las industrias de Umbrella, donde trata de sobrevivir al ataque de zombis y monstruos y buscar supervivientes, pero el mayor problema se le presentó cuando un viejo conocido, Albert Wesker, quien se creía muerto en el caso de la mansión, aparece. Debido a la fuerza sobrehumana que poseía Wesker no tuvo problemas para bloquear al sorprendido Chris, y le informa que Claire se encuentra en una industria de Umbrella en la Antártida; justo después de eso, Wesker tenía pensado matarlo para vengarse de haber arruinado sus planes en la mansión, pero en ese momento Alexia Ashford los interrumpe a través de una pantalla en el laboratorio donde ambos estaban. Ella era la líder de Umbrella en Europa, pero estuvo desaparecida mucho tiempo debido a que ella misma experimentaba en su cuerpo por medio de hibernación. Wesker pretende encontrarla y decide ir tras ella, aunque no sin antes herir a Chris para garantizar que muera en manos de los BOW de la isla; aun así, Chris consigue sobrevivir y partir en un avión a la Antártida para rescatar a Claire.
Al ir a la base de Umbrella en la Antártida, Chris logra encontrar a su hermana en una réplica de la mansión Spencer. Después del emotivo encuentro de los hermanos, Alexia aparece para inquietar a los hermanos sobre el paradero de Steve Burnside. Chris y Claire persiguen a Alexia para que les diga donde está el amigo de Claire, pero son detenidos por unos enormes tentáculos que hieren a Chris. Claire trata de ayudarlo, pero él le ordena que vaya a buscar a Steve; lamentablemente, Claire no logra salvar a este ya que muere por el virus T-Verónica que Alexia le inyectó. Mientras tanto, Chris se alerta al ver a Wesker y Alexia cara a cara, por lo que decide esconderse. Wesker quiere una muestra del virus mencionado, que sólo Alexia tiene (en su cuerpo), pero ella no lo facilita y se transforma a voluntad en un poderoso BOW que acorrala a Wesker. En un momento de descuido, Chris tiene que esquivar un ataque de fuego lanzado por Alexia que lo delata; Wesker aprovecha esta situación para escapar y dejar a Chris para acabar con ella. Chris se ve obligado a encarar a la temible Alexia, que se imponía por su gran fuerza, poderes psíquicos y habilidad de arrojar fuego, pero aun así logra derrotarla temporalmente.
Después de ello, Chris se dispone a destruir toda la base activando un dispositivo de autodestrucción usando el código de activación «Veronica». Una vez que se reúne con Claire, son atacados nuevamente por Alexia, que esta vez sufre una mutación que la convierte en una especie de hormiga reina gigante. Claire escapa, mientras que Chris se encarga de enfrentar a Alexia hasta que muta nuevamente, esta vez en forma de libélula voladora. Es ahí cuando Chris obtiene un arma especial molecular de alta potencia que le permite acabar de una vez con la BOW, desencadenando una gran explosión de la cual Chris logra escapar a tiempo.
Justo cuando todo parece haber terminado, aún queda algo más. Wesker ha capturado a Claire y se la lleva para atraer a Chris a una trampa mortal, no sin antes avisar a los dos hermanos que ha tomado el cuerpo de Steve para extraer el virus T-Verónica; por lo tanto, a pesar de que Chris ha matado a Alexia, no pudo impedir que tomara la muestra del virus. Chris le dice a Claire que escape y espere, ya que aún debe terminar su conflicto contra su enemigo principal. Una vez que Claire se marcha, Chris y Wesker empiezan una cruel batalla, en un principio Wesker domina debido a su gran fuerza, adquirida mediante un virus desconocido en ese entonces, pero justo en un momento Chris logra enterrar a Wesker con unas enormes vigas dejándolo herido. A pesar de ello, Wesker se levanta y Chris estando herido también trata de terminar esta batalla, hasta que son interrumpidos por una gran explosión que logra quemar un poco la cara de Wesker. Ambos rivales juran que la próxima vez que se encuentren terminarán al fin con el asunto. Luego fue con Claire al descubrir que el cuerpo de Steve ya no está, al ver un mensaje "Yo gané este juego", dejado una daga que era una igual a la de Chris, al saber de quién es. Chris escapa mientras Wesker ríe entre las explosiones del lugar; Chris a duras penas logra llegar al avión con Claire, y así escapan de la base que a lo lejos desaparecía con la enorme explosión.
Con mayor determinación que nunca Chris decide que, aunque le vaya la vida en ello, derrocará a Umbrella.

### Resident Evil: The Umbrella Chronicles
Con el paso de los años, Umbrella poco a poco se recuperaba de las demandas del Gobierno por lo ocurrido en Raccoon City, ya que por medio de buenas alianzas y extorsiones habían logrado poner las cosas a su favor aún con todas las evidencias en su contra.
Ante esta injusticia, Chris y Jill se unieron a una unidad de respuesta a peligros biológicos, y en el año 2003, escucharon rumores sobre unas instalaciones de Umbrella en Rusia, que planeaban expandirse a través de su bioterrorismo. Allí también se rumoreaba acerca de una nueva y poderosa arma secreta llamada TALOS, por lo que Chris y Jill junto a un grupo de miembros del mismo grupo invadieron la base para desmantelarla, pero se encontraron con otra sorpresa; la base había sido destruida por muertos vivientes y el caos se apodera del lugar, Chris y sus hombres tratan de realizar el ataque y mantenerse vivos de los numerosos zombis y BOW de la zona. La expansión del virus se debió a una falla en el sistema, que provocó el brote, y la liberación de las armas, matando a todo el personal de la instalación. Ante esto Sergéi Vladímir, "líder de la instalación", decide preparar su última carta, activando a su BOW más poderoso, TALOS, al cual Chris y Jill tuvieron que enfrentar, este demostró ser una amenaza para los exmiembro de STARS, pero aun así lograron vencerle.
Finalmente las criaturas de la base fueron liquidadas y todo fue desmantelada, con ello Umbrella podría ser borrada del mapa para siempre, pero Chris y Jill aún tenían la inquietud de que esta pesadilla aún no terminaba, mucho menos cuando Wesker aún seguía vivo. Sin que ellos se diesen cuenta, él estuvo cerca de ellos durante esa operación para robar información sobre Umbrella e iniciar sus malvados planes.

### Resident Evil: Degeneración
Aquí, Chris solamente es mencionado por Leon, quien tratando de hacer sentir mejor a Claire, ya que TerraSave, la organización en la que Claire trabajaba y que estaba en contra de las actividades bioterroristas, había presionado tanto a Willpharma que había tergiversado todo y no se había logrado distribuir la vacuna contra el virus T. Leon le dice a Claire: Elegiste el papel de rescatadora en vez de luchadora, Elegiste un Camino que ni tu Hermano ni yo Pudimos Elegir, no te equivocaste.

### Resident Evil 5
Chris decide viajar a África a un pueblo llamado Kijuju en busca de un traficante de armas biológicas en el mercado negro, llamado Ricardo Irving, para ello contara con una nueva compañera, Sheva Alomar, quien está bajo la sede africana de la BSAA; servirá a Chris quien desconoce la zona. Cuando se encuentran tienen como objetivo el encontrarse con el equipo alpha quien ya se había infiltrado en el área, ellos servirían como refuerzo, pero cuando estos dos llegan son atacados por hordas de infectados, los habitantes del pueblo habían sido contagiados con una versión más mortal de las ya conocidas Plagas de RE4, Plagas tipo 2, las cuales fueron fruto de la investigación que llevaba Tricell, para lograr una mejora en dicha arma bioorgánica para su venta en el mercado negro. También hay otros tipos de Plaga como el 3, que hacen aparición más adelante en los pantanos. Toda la investigación proporcionaría fondos para el verdadero plan de Wesker quien quería crear un nuevo virus mucho más mortal combinando al virus Progenitor (origen del T-virus) y las nuevas Plagas. A los infectados se les llama majini.
Trabajando junto a su nueva compañera Sheva, ambos logran hacerse camino hacia donde estaría el equipo alpha, pero ambos llegan tarde, ya todos habían caído en la trampa de Irving, quien los esperaba con una nueva arma bioorgánica, llamada Uroboros, antes de morir el último superviviente del equipo (el capitán Dechant), le entrega a Chris los datos del disco duro sobre los experimentos de los BOW y las instalaciones de investigación, luego fallece. Chris y Sheva se encargan de eliminar a la criatura momentos después.
Luego Chris y Sheva se encargan de enviar los datos desde un vehículo de la BSAA en un almacén, hacia el cuartel general (HQ). Luego para su sorpresa reciben la orden de continuar con su misión de apresar a Irving siendo ellos los únicos que quedaban vivos, ya que los refuerzos (el equipo Delta) habían sido enviados para su apoyo. No tuvieron elección más que seguir buscando a Irving. Chris y Sheva se encargan de eliminar a incontables criaturas que se aparecían en su camino, con el apoyo de Kirk en ocasiones (piloto del helicóptero quien les proveía el apoyo aéreo), el cual termina muerto, debido a un accidente que tiene a causa de BOW voladores.
Cuando Chris y Sheva se reúnen con el equipo delta, Chris conoce al capitán del equipo, Josh Stone, quien a su vez era el instructor de Sheva, este le entrega a Chris los datos del disco duro, para su sorpresa Chris reconoce en los datos la foto de su antigua compañera Jill Valentine, quien se había dado por muerta debido a un desafortunado incidente que ocurrió 2 años atrás. Los protagonistas siguen su misión para encontrar a Irving, hacia las minas, creyendo que allí se podría encontrar gracias a los datos del disco, en su camino, más majinis hicieron frente a ellos pero sin éxito. Finalmente, cuando ambos llegan a las minas estos se encuentran a Irving, este huye gracias a la ayuda de un ser enmascarado quien irrumpe en escena a través de una ventana y luego huye con Irving velozmente.
El dúo no pueden evitar su huida, y ambos tienen que enfrentarse a un nuevo obstáculo que les tenía preparado Irving, un nuevo BOW llamado Popokarimu. Tras derrotarlo, ambos son recogidos por Dave, miembro, del equipo delta, en un vehículo de la BSAA. Los tres son perseguidos por hordas de majinis en moto, para luego culminar con la muerte de Dave gracias al conocido B.O.W "El Gigante" quien aguardaba al final del recorrido, junto a él, los restos del equipo delta. Chris y Sheva logran derrotar al gigante, cuando Sheva pensaba que ambos tendrían que retirarse, Chris le cuenta cuáles son sus verdaderos objetivos, acerca del por qué vino a Kijuju, que no sólo vino por la misión sino que también a encontrar a su vieja compañera Jill, ya que él firmemente creía que seguía con vida, gracias a cierta información, y se sintió respaldado al ver su foto en los datos del disco duro.
Sheva decide acompañarlo en su misión. Al día siguiente, Chris le cuenta la verdad acerca de lo sucedido 2 años atrás: Hace dos años, la BSAA había logrado hallar el paradero de Ozwell E. Spencer quien era buscado en todo el mundo luego de la caída de Umbrella. Cuando llegan al lugar para arrestarlo, se encuentran con un Spencer asesinado, nada más y nada menos que por Albert Wesker. Rápidamente comienza una pelea desigual a favor de Wesker quien gracias a sus poderes sobrehumanos estaba a punto de asesinar a Chris. Sin embargo, Jill lo embiste y se lanza junto a él por la ventana en un intento desesperado por salvar a Chris. Luego de esto, Jill y Wesker son presumidos como fallecidos.
Chris y Sheva siguen su misión, dirigiéndose a una planta de petróleo, gracias a una información que encontraron en las minas, luego de interminables batallas a través de los pantanos (donde conocen a la tribu Ndipaya, quienes también estaban infectados por la Plaga tipo 3) y la planta, se reencuentran con Josh quien por fortuna seguía vivo, luego de una ardua lucha contra más majinis, ambos vuelven a separarse de Josh para localizar a Irving, cuando finalmente lo encuentran, este vuelve a escapar pero en barco, dejando el sistema de autodestrucción de la planta activado, Chris y Sheva logran huir a tiempo, en bote, gracias a Josh quien los aguardaba en el muelle, más tarde vuelven a encontrar a Irving. Chris y Sheva se deciden a enfrentarlo subiendo al bote, para su asombro Irving se inyecta con una ampolla que contenía el virus Plaga, que le había facilitado el ser enmascarado, dicha ampolla contenía la Plaga de control. Este se trasforma en un B.O.W de enormes proporciones, pero no le fue suficiente para derrotar a los dos agentes, momentos antes de su muerte, deja entrever el nombre Excella y le brinda información a Chris sobre una cueva en las cercanías, y que ahí encontraría las respuestas que buscaba.
La pareja se dirige a las cuevas, y abriéndose paso a través de más enemigos, logran llegar a las instalaciones secretas que Tricell había construido sobre las antiguas de Umbrella que está construyó cuando se fundó. Más adelante, ambos conocen a Excella Gionne, la actual directora de Tricell división africana, Chris le exige que le diga el paradero de Jill, pero sin éxito. Luego de derrotar un U-8 y un nuevo Uroboros Mkono (trampas de Excella), finalmente logran acorralarla, pero para la sorpresa de Chris, quien vuelve a aparecer desde las sombras es su antiguo rival, Albert Wesker, confirmando su sospecha de que este seguía vivo, pero no estaba solo, también estaba la figura enmascarada, junto a él, cuando Wesker la desenmascara, Chris no podía creer que la persona detrás de ese traje era su buscada compañera Jill Valentine. Para su suerte, Jill no había muerto esa noche, pero Wesker la capturó para vengarse más tarde de Chris.
Un arduo enfrentamiento se produce entre Chris, Sheva, Wesker y Jill. Finalmente Wesker huye y deja a Jill para que se encargue de los agentes. Gracias a un gran trabajo en equipo con su compañera Sheva, Chris logra salvar a Jill, quitándole un dispositivo que le suministraba un suero, el cual la dejaba vulnerable a la manipulación y dotándola de una extraordinaria fuerza y destreza física.
Luego, Jill decide quedarse atrás advirtiéndole a Chris que debe detener a Wesker ahora más que nunca puesto que el destino de toda la humanidad depende del éxito de esta tarea, ya que Wesker planeaba esparcir el nuevo Uroboros por todo el globo.
Chris y Sheva continúan su viaje siguiendo a Wesker y Excella a un gran buque, ambos entablaron nuevamente numerosas batallas contra grandes hordas de majinis, para finalmente encontrarse con Excella más adelante, sin poder detenerla esta huye dejando por accidente varias muestras del suero que siempre cargaba en su maletín. Sheva toma una muestra consigo, ambos luego de batallar contra más enemigos logran alcanzarla, sólo para presenciar su muerte a causa de la inyección del virus Uroboros suministrado por el mismo Wesker, Excella termina transformándose en el Uroboros Aheri, de inmensas proporciones, gracias a la ayuda de un arma láser vía satélite, logran acabar con dicha aberración. Ya sólo faltaba detener a Wesker, Chris y Sheva prosiguieron a detenerlo, en el camino Chris recibe un mensaje de Jill, advirtiéndole a este sobre el origen del poder de Wesker y la manera de detenerlo; él necesitaba suministrarse un suero para poder estabilizar el virus que llevaba en su interior, pero el inyectarse una sobre dosis podría ser terminante convirtiéndolo en veneno, Jill les provee del nombre del suero PG67A/W, al oírlo Sheva recuerda el suero que recogió antes y verifica que en efecto tenían en sus manos una muestra de tal, luego Jill menciona que ira en busca de una ruta de escape.
Chris y Sheva se enfrentan a los últimos esfuerzos de Wesker por intentar detenerlos; una artillería pesada de grandes cantidades de enemigos que por fortuna Chris y Sheva logran abatir. Finalmente llegan donde Wesker al hangar donde lo habían visto antes a través de un monitor desde la cabina del barco, enfrente de ellos estaba el avión bombardero, el cual Wesker planeaba pilotear para esparcir el virus Uroboros hacia la atmósfera.
El enfrentamiento final entre Chris y Wesker se lleva a cabo, Chris con la ayuda de su compañera Sheva trabajan juntos apagando las luces y procuran atacar desde las sombras para facilitarse el enfrentamiento debido a las habilidades sobrehumanas de este, cuando logran suministrarle el suero, huye hacia el avión con la esperanza de poder consumar su plan, pero Chris y Sheva le siguen subiéndose también a la nave momentos antes justo de su despegue. En el avión tiene lugar la segunda parte de la pelea, con Wesker ya bastante debilitado gracias al suero, Chris en un momento de distracción aprovecha para volver a suministrarle más, luego corre para activar la puerta trasera del avión, y así poder descender a tierra, pero la fuerza que esto crea al abrir la compuerta succiona a Wesker y Sheva dejando a esta sujetada de una baranda justo a tiempo, pero desafortunadamente con Wesker por detrás sujetándola por su pierna, trágicos recuerdos envuelven a Chris sobre el momento que pensó que había perdido a su compañera Jill, y justo cuando Sheva se suelta Chris decide arriesgarse soltándose él también para sujetar a su compañera, afortunadamente lo logra y, a su vez Sheva, le dispara a Wesker para que este se suelte. Pero finalmente la nave se estrella en un volcán de las proximidades.
Es en este lugar donde sucede la última parte de la batalla final contra Wesker, él decide como último intento infectarse a sí mismo con la carga que llevaba el avión, transformándolo en un ser grotesco con más fuerza y aun así con grandes ataques devastadores. Chris junto a Sheva batallan juntos para librarse de tal amenaza, afortunadamente poseía el mismo punto débil que el resto de los Uroboros a los cuales se habían enfrentado: Un lugar en concreto que parecía una esfera con destellos amarillentos. Concentrando sus fuerzas y ataques a este punto logran debilitarlo lo suficiente para dejarlo aturdido y finalmente este caiga a la lava, segundos luego aparecen Jill y Josh en un helicóptero de escape, procurándoles una escalera, ambos logran salir con vida hasta el helicóptero. Wesker hace un último intento para detener a Chris agarrando el helicóptero con su brazo mutado para tirarlo hacia la lava, pero el par les lanza dos tiros de los lanzacohetes que les procuró Jill, aniquilando al fin a su enemigo.
Chris, contemplando a sus compañeras, responde a su pregunta del si valdría la pena seguir luchando por un futuro en el cual no haya miedo, concluye que sí lo vale. Juntos vuelven a casa.

### Resident Evil: Revelations
Chris Redfield, junto a su compañera Jessica Sherawat, son enviados a buscar pistas sobre un grupo bioterrorista llamado Veltro en unas Montañas Nevadas en Europa. Enfrentándose a lobos infectados y buscando pistas en un avión estrellado, aparentemente terminan en el último punto de ubicación donde fue localizado; un crucero de lujo llamado Queen Zenobia, que se encuentra flotando en el Mar Mediterráneo, por lo cual mandan a dos agentes de la BSAA (Jill Valentine y Parker Lucciani) a su rescate, pero al parecer era una trampa. Al saber de este misterio, O'Brian pide a Chris y Jessica rescatar a Jill y Parker de aquel tenebroso crucero, ya que sus vidas se encuentran en peligro. Así que Chris y Jessica son enviados por helicóptero hacia el barco a rescatar a sus compañeros.

### Resident Evil 6
Chris volverá comandando un grupo de agentes de la BSAA. La acción se centra sobre una ciudad en China y Europa Oriental (flashback); también junto con Leon S. Kennedy y un nuevo personaje llamado Jake Muller (hijo de Albert Wesker) aparece en esta entrega. La historia se remonta años después de lo ocurrido en RE5, y trata sobre una catástrofe global por el nuevo virus C. Ante ello, Chris y Leon inician la batalla para salvar al mundo desde diferentes localidades, hasta que finalmente se encontrarán cara a cara para una inevitable confrontación por culpa de Carla Radámes, quién guarda un parecido físico casi idéntico al de otro personaje relevante: Ada Wong, tanto, que se hace pasar por ella en todo el juego.

#### Europa del este
Chris Redfield ahora capitán del equipo alpha de la BSAA acompañado de un joven soldado llamado Piers Nivans se encuentran en un país de Europa oriental denominado Edonia, aquí Chris se encuentra con la primera infección del nuevo virus C, que produce nuevas BOWs denominadas J’avo. También conoce a un joven novato llamado Finn Macauly. Chris y su equipo se enfrentan a varias BOW, algunas de gran tamaño, en este punto encuentran a Sherry Birkin (a la que Chris reconoce gracias a su hermana Claire) y a Jake Muller al que Chris le parece algo familiar, después Chris les proporciona un helicóptero. Luego Chris y su equipo entran al ayuntamiento del pueblo y descubren las ya mencionadas crisálidas, el equipo encuentra a una misteriosa mujer llamada Ada Wong (que en realidad es Carla Radamés) después el equipo llega a una habitación, pero se percatan de la ausencia de Carla, luego son aprisionados a excepción de Chris y Piers, luego aparece Carla que los traiciona y mata al resto de la unidad al infectarlos con el virus C, convirtiendo a su unidad en mutantes, Chris es golpeado por el monstruo que anteriormente fue Finn, finalmente Piers trata de sacar a un Chris inconsciente.

#### Liangshang, China
6 meses después Chris se encuentra en un bar de Europa oriental, donde está ebrio y traumatizado tras la pérdida de sus tropas tiempo atrás, de lo cual tiene un vago recuerdo, pero se siente culpable por ello. Piers Nivans, el joven soldado de la BSAA que lo sacó del ayuntamiento seis meses atrás, se acerca a Chris y lo convence para volver a la unidad al decirle que no puede seguir ocultándose de su pasado. Su nueva misión es en una ciudad China donde tienen que rescatar a varios rehenes de la ONU, que las nuevas BOW denominadas J’avo tenían en un edificio, el equipo de Chris se abre paso a través de la ciudad combatiendo contra los J’avo, finalmente llegan a la ubicación y después de rescatar a los rehenes tienen que salir del edificio que será bombardeado, Chris y Piers logran salir, y en los restos del edificio ven a varias Crisálidas, entonces Chris recuerda cómo fue la pérdida de sus tropas.
Chris recupera la memoria y decide ir tras Carla. Chris combate contra una enorme serpiente invisible llamada Iluzija que mata a la mayoría de sus hombres, luego del combate se vuelven a topar con Carla, la cual infecta a uno de sus hombres transformándolo en un enjambre pensante, después de acabar con la BOW Chris pelea con Piers quien le dice que su venganza personal es la culpable y que no los llevará a ningún lado. En este juego Chris tiene un breve combate en contra de Leon a un punto muerto (ambos sacaron sus armas el uno del otro), en esta pelea Leon le cuenta a Chris que el culpable de los ataques es Derek C. Simmons y no Carla (a la que Leon confunde con Ada Wong). Al salir del lugar Carla escapa en un auto y Chris y Piers suben a un Humvee, Chris le dice a Piers que tiene razón de que no puede seguir ocultándose de su pasado, luego le dice que si puede alcanzar a Carla a lo que Piers responde que no parará hasta lograrlo. Chris y Piers persiguen a Carla atreves de la ciudad llegando a un portaaviones. Ambos agentes llegan con Carla la cual provoca a Chris diciéndole que agradece a su unidad por ser buenos sujetos de prueba, Chris le responde que desde edonia su objetivo es verla muerta pero no se trata por venganza, sino por justicia, quería asesinarla, pero sabía que no debía hacerlo, porque Leon se lo había pedido, Chris le dice a Carla que ha terminado a lo que Carla responde que claro que ha terminado al revelarles que prepara un ataque biológico masivo contra el mundo entero desde su portaaviones para infectar a la población mundial.
Sin embargo, después de hablar con ella, aparece un helicóptero en el cual un soldado dispara a Carla, cayendo muerta desde el segundo piso del portaaviones. Chris y Piers suben a VTOL y Terminantemente derriban todos los misiles excepto uno, que impacta contra China, antes de esto Ingrid Hunnigan contacta a Chris que le informa que Leon quiere hablar con él, Chris preocupado le dice a Leon que tiene que salir rápido de ahí, luego el misil estalla y provoca un brote vírico de proporciones inimaginables. Con la misma preocupación Chris llama a Leon para verificar si está bien, Leon le dice que sí pero las cosas se han salido de las manos.
Leon le informa a Chris que Sherry y Jake han sido capturados y que Jake es hijo de Albert Wesker este a su vez le informa de la muerte de Carla (Leon Pensando que es Ada). Chris y Piers van a la estación de Neo-Umbrella para rescatar a Jake y Sherry. Allí, después de salvar a Sherry y Jake, Chris le revela a este último que él mató a su padre, teniendo una breve confrontación con Jake quien le dice que si seguía órdenes o solo cuestión personal a la cual Chris le responde que fueron ambas razones. Cuando ya casi han concluido su misión, eclosiona un capullo gigante, aparece un enorme monstruo denominado Haos el cual es el as bajo la manga de Carla para garantizar la catástrofe mundial. El monstruo persigue a Chris y Piers. Tras la persecución acaban en un espacio cerrado y el monstruo lanza al último, clavándose un hierro afilado en el brazo y perdiendo mucha sangre, luego impacta en su brazo un gran bloque de metal cercenándolo. Piers, como recurso final se inyecta un líquido de una jeringuilla que había sacado de Carla Radámes, y empieza a mutar, creciéndole un brazo como el de algunos enemigos de la historia.
Tras acabar con el monstruo y estar a punto de escapar, Chris prepara una cápsula de salvamento y Piers, sabiendo que no le quedaba mucho tiempo antes que dejara de controlar su mente, mete a Chris en la cápsula y activa el mecanismo de salvamento, quedando él en la estación. El monstruo aparece de nuevo y Nivans le dispara con un rayo que sale de su brazo mutante, salvando a Redfield y muriendo tras una explosión. Tras esto, aparece Chris en la superficie y es rescatado por un helicóptero.
En la escena final aparece Chris de nuevo en el bar del comienzo, donde se le aproxima un soldado de la BSAA y le dice que tienen trabajo, que ha aparecido una nueva amenaza. Chris se levanta y va con él, dando a entender que, gracias a Piers, superó sus problemas personales y está dispuesto a seguir luchando contra el Bio-Terrorismo, aceptando las consecuencias de sus decisiones.

### Resident Evil 7: Biohazard
En 2017, la B.S.A.A. tuvo información de un sindicato del crimen clandestino llamado, The Connections, que ha estado involucrado en la investigación de armas bioquímicas, el tráfico de drogas y armas, así como el lavado de dinero. Debido a la poca información que tenían sobre la organización criminal, la B.S.A.A. tuvo que cooperar con Blue Umbrella, una organización formada de Umbrella EE. UU por el Gobierno estadounidense para ayudar contra el combate con los B.O.W. al desarrollar nuevas armas y tecnología Anti-B.O.W.
En 2017, la compañía quien fabricó al Bio Organic Weapon (B.O.W.) llamada Eveline, los contrató para que fueran a la ciudad de Dulvey para eliminarla. Al llegar fueron a la Casa Encantada Dulvey donde verificaron que la Familia Baker habían sido asesinados pero tuvieron que enfrentarse contra los Holomorfos y encontraron los mensajes de Lucas Baker dirigidos a Ethan Winters.
Cuando pasaban en los helicópteros vieron que en la Casa de invitados surgió Eveline trasformada y vieron que Ethan estaba peleando con ella. Redfield decidió aventar una caja que contenía la Albert-01 R para que Ethan la usara, cuando Eveline fue destruido, los demás agentes y Redfield descendieron, él se presentó ante Ethan ayudándolo a levantarse mientras le decían porque habían tardado tanto. Ethan y Mia Winters los subieron a un helicóptero para sacarlos mientras Redfield y los demás mercenarios comenzaron la limpieza.

## Otras apariciones

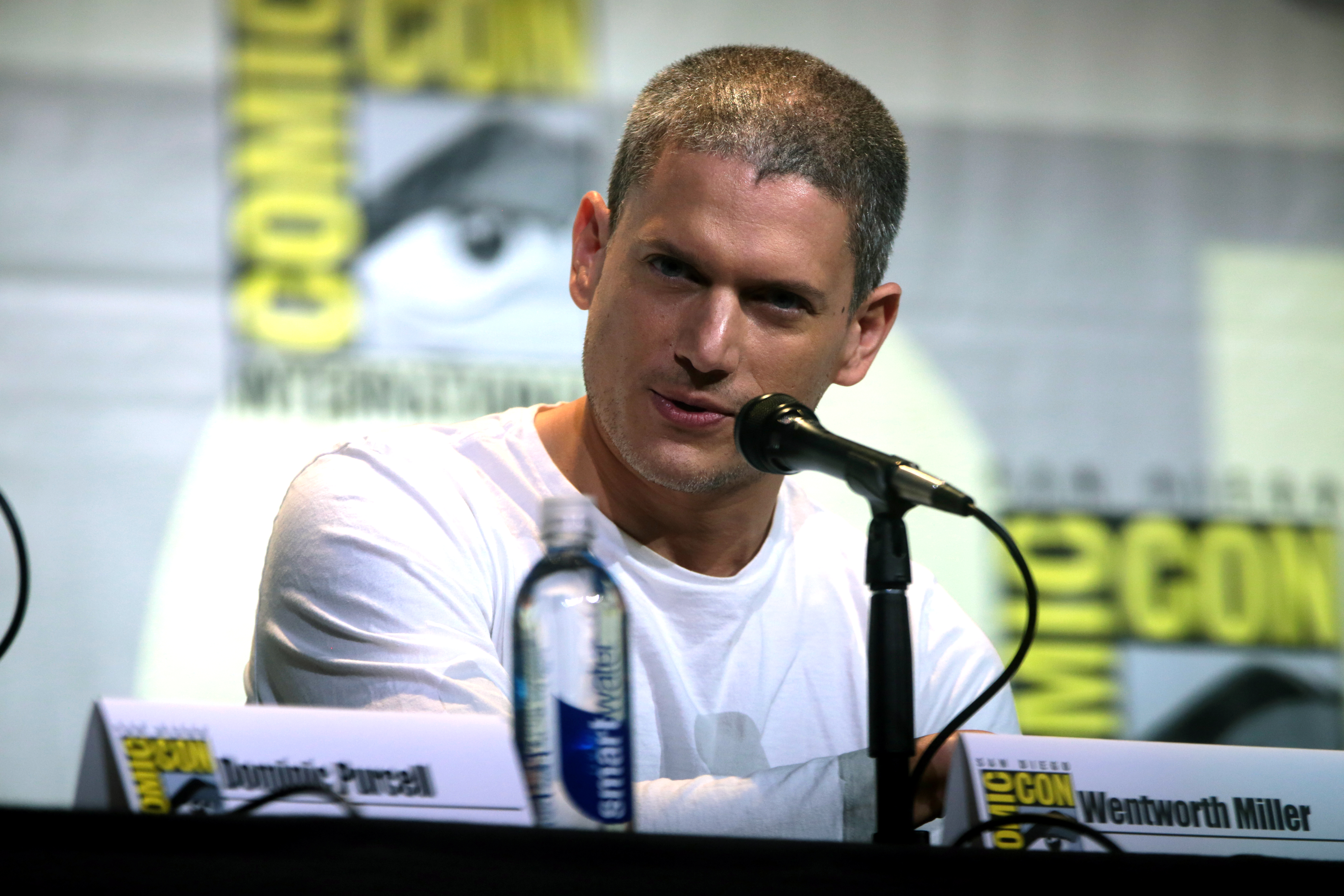
Wentworth Miller (julio de 2016)

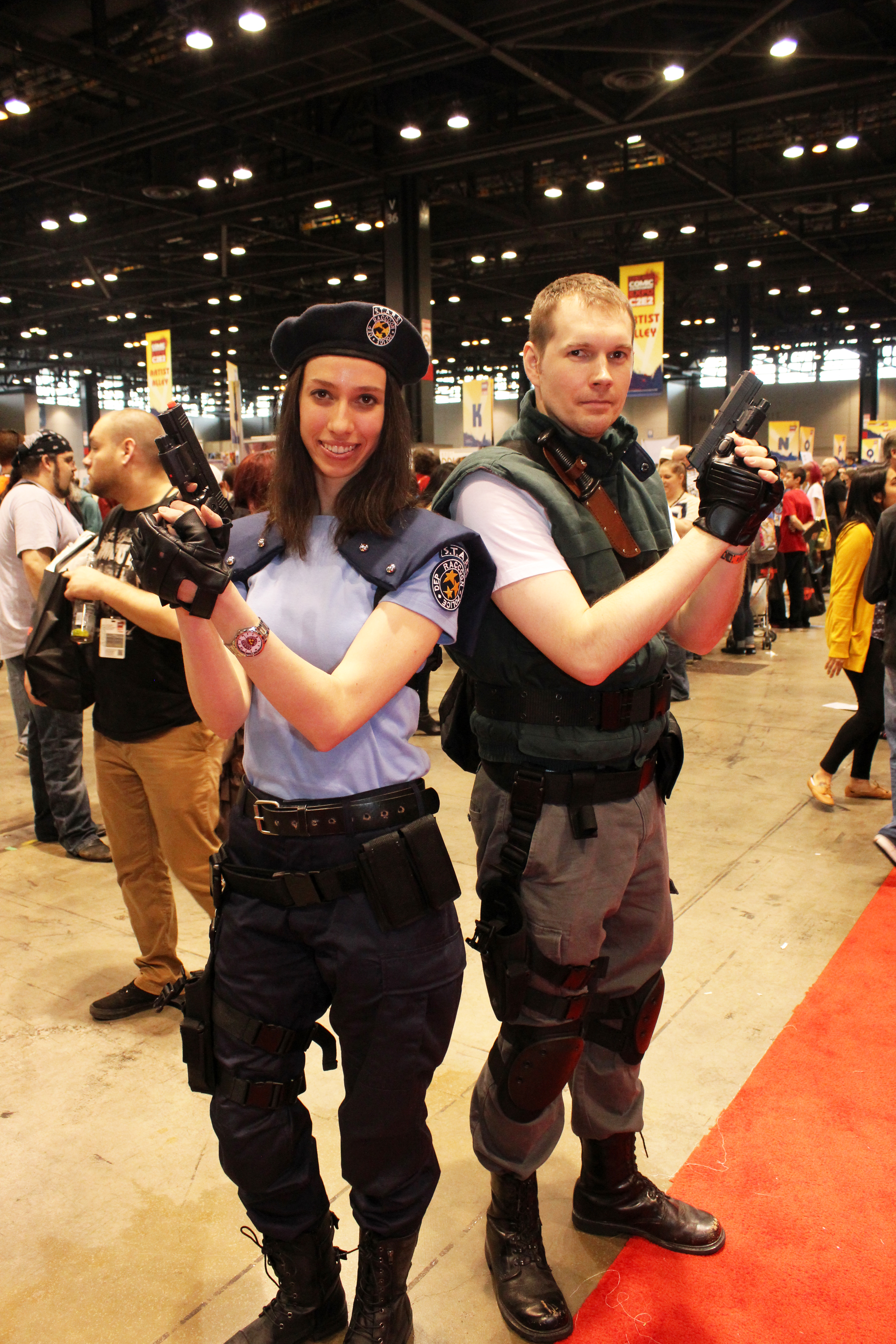
Cosplay (abril de 2013)

### Resident Evil: Afterlife(película)
Wentworth Miller interpretó a Chris Redfield en la cuarta adaptación fílmica de Resident Evil, en esta película Chris es uno de los supervivientes de la catástrofe global del virus T y se une junto a Alice y su hermana Claire para batallar contra la corporación Umbrella y su líder Wesker. Chris se encuentra cautivo en una prisión, donde estaba siendo custodiado por los supervivientes, tiene una charla con Alice a la que le dice que lo necesitan si quieren escapar. 
Es liberado por Alice y Claire, (quien no reconoce a su hermano), junto a Alice llegan a un cuarto con armas sumergido. Los tres llegan a Arcadia la cual era una instalación de umbrella, ahí tienen un combate contra Albert Wesker (muy parecido al de RE5) al cual derrotaron. Al salir a la cubierta del barco descubren que Wesker está vivo, pero logra detenerle ya que Alice pone el dispositivo de autodestrucción del barco en su helicóptero, luego ven como muchos helicópteros de umbrella se acercan, terminando la película.
NOTA: En la secuela de la película Chris es mencionado por Alice, pero no aparece. A diferencia de los Videojuegos desarrollados por Capcom, Chris no parece haber estado relacionado con los eventos de Raccoon City y por lo tanto no perteneció a la unidad STARS.
En Resident Evil: The Final Chapter se revela que Claire fue la única Sobreviviente del ataque de Arcadia. Dando a entender que Chris y K-mart presumiblemente fueron asesinados junto al resto de sobrevivientes del barco por las fuerzas de Umbrella.

### Resident Evil: The Mercenaries 3D(videojuego)
Chris es un personaje jugable en este videojuego orientado en el minijuego The Mercenaries, típico en la saga desde Resident Evil 3 hasta Resident Evil 6.

### Marvel vs. Capcom 3: Fate of Two Worlds(videojuego)
Chris Redfield es un personaje jugable en el videojuego de lucha Marvel vs. Capcom 3: Fate of Two Worlds. Su aspecto es el mismo visto en Resident Evil 5, y sus habilidades son el uso de armas de todo tipo como escopetas, ametralladoras, granadas, lanzallamas, cuchillo y bazuca, sin olvidar los ataques cuerpo a cuerpo.

### Project X Zone(videojuego)
Chris aparece con su traje de Resident Evil Revelations, será compañero de Jill valentine, al igual que en la mayoría de sus apariciones en la saga, ambos serán personajes jugables y deberán enfrentar a Némesis; siendo esta la primera vez que Némesis y Chris se encuentran cara a cara.

## Apariciones

### Videojuegos
| N.º | Título                                 | Año  | Rol            |
| --- | -------------------------------------- | ---- | -------------- |
| 1.  | Resident Evil                          | 1996 | Protagonista   |
| 2.  | Resident Evil: Director's Cut          | 1997 | Protagonista   |
| 3.  | Resident Evil 2                        | 1998 | Jugable        |
| 4.  | Resident Evil 3: Nemesis               | 1999 | Mencionado     |
| 5.  | Resident Evil Code: Veronica           | 2000 | Coprotagonista |
| 6.  | Resident Evil (remake)                 | 2002 | Protagonista   |
| 7.  | Resident Evil: Deadly Silence          | 2006 | Protagonista   |
| 8.  | Resident Evil: The Umbrella Chronicles | 2007 | Protagonista   |
| 9.  | Resident Evil 5                        | 2009 | Protagonista   |
| 10. | Resident Evil: The Darkside Chronicles | 2009 | Coprotagonista |
| 11. | Resident Evil 5: Gold Edition          | 2010 | Protagonista   |
| 12. | Resident Evil: The Mercenaries 3D      | 2011 | Protagonista   |
| 13. | Resident Evil: Revelations             | 2012 | Coprotagonista |
| 14. | Resident Evil 6                        | 2012 | Protagonista   |
| 15. | Resident Evil HD Remaster              | 2015 | Protagonista   |
| 16. | Resident Evil: Revelations 2           | 2015 | Jugable        |
| 17. | Umbrella Corps                         | 2016 | Jugable        |
| 18. | Resident Evil 7: Biohazard             | 2017 | Coprotagonista |
| 19. | Resident Evil 2 (Remake)               | 2019 | Mencionado     |
| 20. | Resident Evil 8: Village               | 2022 | Coprotagonista |

#### Películas
| N.º | Título                       | Año  | Rol          |
| --- | ---------------------------- | ---- | ------------ |
| 1.  | Resident Evil 4: Afterlife   | 2010 | Protagonista |
| 2.  | Resident Evil 5: Retribution | 2012 | Mencionado   |
| 3.  | Resident Evil: Vendetta      | 2017 | Protagonista |

### Libros
| N.º | Título                                                     | Rol            |
| --- | ---------------------------------------------------------- | -------------- |
| 1.  | Resident Evil: The Umbrella Conspiracy                     | Protagonista   |
| 2.  | Resident Evil: Némesis                                     | Mencionado     |
| 3.  | Resident Evil: Código Verónica                             | Coprotagonista |
| 4.  | Resident Evil The Umbrella Chronicles: Prelude to the Fall | Protagonista   |
| 5.  | Resident Evil: Marhawa Desire                              | Protagonista   |

### Obras de Teatro
| N.º | Título               | Rol            |
| --- | -------------------- | -------------- |
| 1.  | Biohazard: The Stage | Coprotagonista |